# Michael Simon (Theaterregisseur)
Michael Simon (* 25. Januar 1958 in Neumünster) ist ein deutscher Theaterregisseur, Opernregisseur und Bühnenbildner.

## Leben
Michael Simon kam über die Bildende Kunst zum Theater. 1978 begann er sein Bühnenbildstudium bei Jürgen Rose in Stuttgart und arbeitete in dieser Zeit mit der Performance-Gruppe Famili (gemeinsam mit Achim Kubinski). Sie hatten Auftritte in Stuttgart, Köln, Washington und New York. 1981 beendete er sein Studium und ging nach New York. 1982 bis 1990 arbeitete er als Bühnenbildner für den US-amerikanischen Choreografen William Forsythe am Frankfurter Ballett und für das Schauspiel unter anderem an Theatern in Düsseldorf, Freiburg, Darmstadt, Wien, Hamburg und Berlin.
Für die Oper schuf Simon ab 1989 Bühnenbilder in Amsterdam für die Regisseure Pierre Audi und Peter Greenaway. Seit 1988 arbeitet er kontinuierlich mit dem Choreographen Jiří Kylián, seit 2006 fallweise mit Richard Wherlock am Ballett Basel. Erste Schritte als Regisseur machte er bei gemeinsamen Projekten mit dem Komponisten Heiner Goebbels im Frankfurter Theater am Turm. Schnell folgten auch seine ersten Operninszenierungen in Basel, Nürnberg und Darmstadt. 1995 wurde er mit seiner Schauspielinszenierung The Black Rider zum Berliner Theatertreffen eingeladen und in der Zeitschrift Theater heute zum Nachwuchsregisseur des Jahres gewählt.
Michael Simon war 1996/1997 kurz fest engagiert an der Schaubühne am Lehniner Platz in Berlin, arbeitet seitdem als freier Regisseur und Bühnenbildner. Von 1998 bis 2004 war er Professor für den Fachbereich Szenografie an der Hochschule für Gestaltung in Karlsruhe und leitet seit 2008 die Vertiefung Bühnenbild, Master of Arts in Theater an der Zürcher Hochschule der Künste.

## Wichtige Inszenierungen
- 1994 – The Black Rider von Robert Wilson, William S. Burroughs und Tom Waits am Stadttheater Dortmund
- 1995 – Dr.Jekyll und Mr. Hyde nach Robert Louis Stevenson, Freie Volksbühne Berlin
- 1995 – Der Fliegende Holländer von Richard Wagner am Staatstheater Darmstadt
- 1995 – Moses und Aron von Arnold Schönberg am Theater Bremen
- 1996 – Tosca! nach Sardou, Text Christoph Schuenke, Musik Achim Kubinski am Burgtheater Wien
- 1997 – Woyzeck von Georg Büchner an der Schaubühne Berlin
- 2000 – Shockheaded Peter von P. McDermott, J. Crouch am Düsseldorfer Schauspielhaus
- 2002 – Doktor Faustus lights the lights von Gertrude Stein am Maxim Gorki Theater Berlin
- 2003 – Stadt aus Glas von Paul Auster am Düsseldorfer Schauspielhaus
- 2004 – Peer Gynt von Henrik Ibsen am Düsseldorfer Schauspielhaus
- 2004 – L’espace dernier von Matthias Pintscher am Opéra National de Paris
- 2005 – Prinzessinnendramen von Elfriede Jelinek, Badisches Staatstheater Karlsruhe
- 2006 – Hamlet von William Shakespeare am Staatsschauspiel Dresden
- 2006 – Heil, Hitler! von Rolf Hochhuth am Nationaltheater Weimar (Diese Aufführung ließ der Autor jedoch untersagen, da der Regisseur eine geschichtsfälschende Änderung an seinem Stück vornehmen wollte[3]
- 2006 – In the country of last things Ballett von Michael Simon am Bayerischen Staatsballett
- 2007 – Ulrike Maria Stuart von Elfriede Jelinek am Stadttheater Freiburg
- 2008 – Lohengrin von Richard Wagner am Opernhaus Nürnberg
- 2008 –  Das Spiel vom Fragen von Peter Handke, Badisches Staatstheater Karlsruhe
- 2009 – Cabaret von John Kander, Fred Ebb, Joe Masteroff am Schauspiel Frankfurt
- 2010 – Richard der III. von William Shakespeare am Theater Basel
- 2011 – Orphée von Jean Cocteau am Schauspiel Frankfurt
- 2011 – Winterreise von Elfriede Jelinek, Badisches Staatstheater Karlsruhe
- 2012 – Rechnitz (Der Würgeengel) von Elfriede Jelinek, Schauspielhaus Graz, Österreichische Erstaufführung
- 2013 – Salome von Richard Strauss, Staatstheater Braunschweig
- 2013 – Freyschütz von C.M. Weber,  Theater Bern